# 氷見郵便局
氷見郵便局（ひみゆうびんきょく）は富山県氷見市にある郵便局。民営化前の分類では集配普通郵便局であった。

## 分室
分室はなし。過去に存在した分室は以下のとおり。
- 保険分室 - 1950年（昭和25年）に廃止[1]。

## 沿革

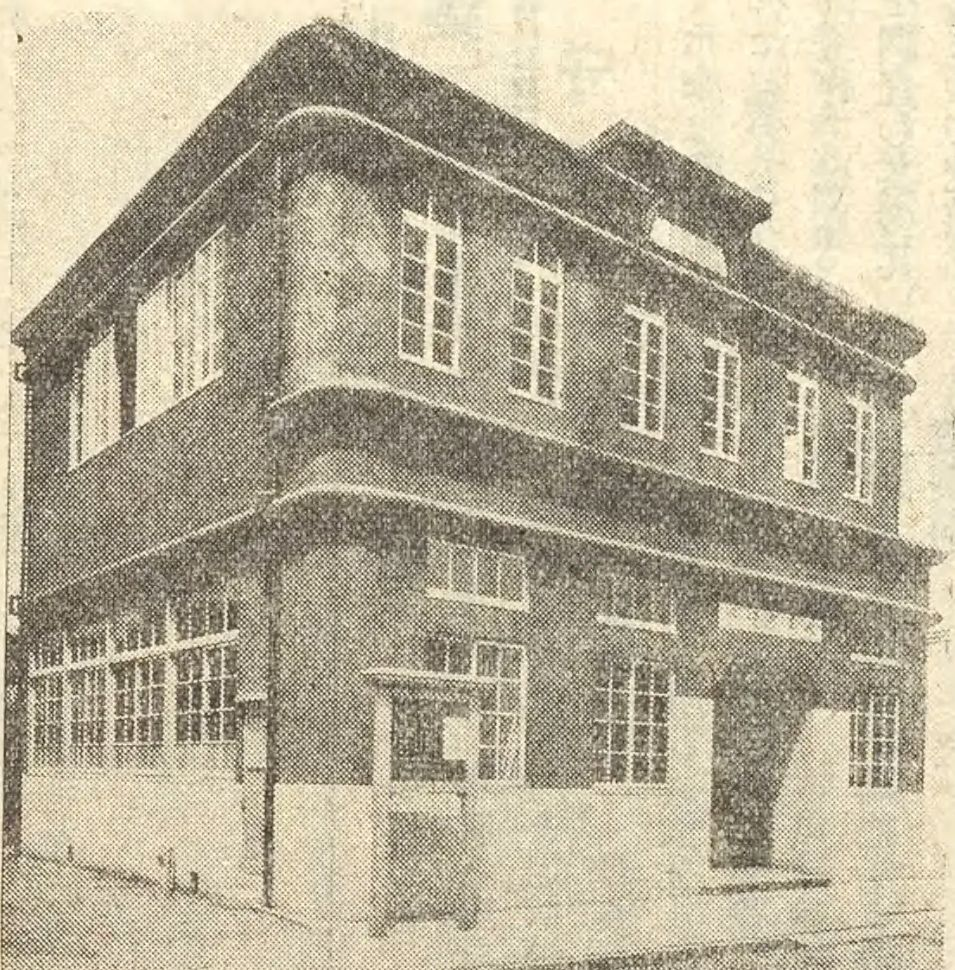
1933年（昭和8年）頃の氷見郵便局。なおこの局舎は1938年（昭和13年）9月の大火により全焼した。

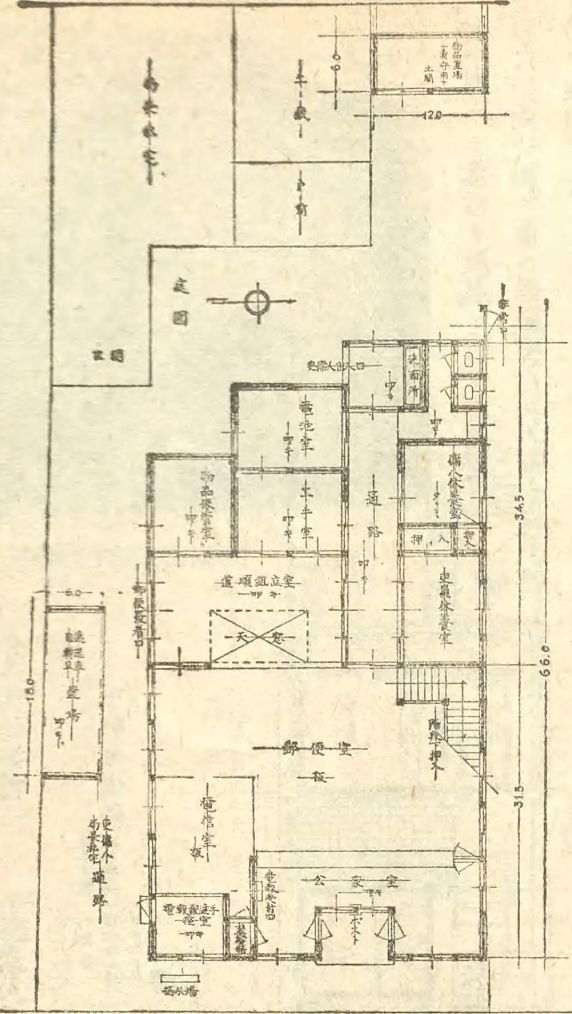
1933年（昭和8年）頃の氷見郵便局内観図。

- 1872年8月4日（明治5年7月1日） - 氷見郵便取扱所として開設[3]。
- 1875年（明治8年）1月1日 - 氷見郵便局（五等）となる[4]。
- 1879年（明治12年）7月1日 - 為替取扱を開始[5]。
- 1880年（明治13年）
  - 3月1日 - 貯金取扱を開始[4]。
  - 4月 - 四等郵便局となる[6]。
- 1894年（明治27年）
  - 2月21日 - 氷見郵便電信局（三等）となる[7]。
  - 4月1日 - 電信為替事務を開始する[8]。
- 1896年（明治29年）7月1日 - 小包郵便の取扱を開始する[9]。
- 1901年（明治34年）6月15日 - 氷見町に大火が起こり[10]、局舎が焼失する[11][12]。
- 1903年（明治36年）4月1日 - 通信官署官制の施行に伴い氷見郵便局となる[4]。
- 1908年（明治41年）
  - 11月6日 - 電話通話事務を開始する[13]。
  - 12月11日 - 特設電話加入の申込受理を開始する[14]。
- 1909年（明治42年）1月21日 - 電話交換業務及び電話加入者の託送電報の取扱を開始する[15]。
- 1913年（大正2年）3月1日 - 原字紙電信機を音響式に変更する[16]。
- 1927年（昭和2年）10月1日 - 特設電話規則による電話を電話規則による電話に変更する[17]。
- 1931年（昭和6年）6月 - 新局舎に移転する[18]。
- 1935年（昭和10年）11月 - 特定三等郵便局となる[18][19]。
- 1938年（昭和13年）
  - 9月6日 - 氷見町大火により局舎が焼失する[20][2]。以降、しばらく蓮乗寺を仮局舎として事務を行う[21]。
  - 12月18日 - 氷見町中町に局舎を再建し業務を開始する[21]。
- 1940年（昭和15年）9月11日 - 大阪天津有線連絡による日華電話通話を取扱う局となる[22]。
- 1941年（昭和16年）
  - 2月1日 - 通信官署官制改正により等級制を廃止し、指定郵便局となる[18][23][24]。
  - 4月1日 - 昭和15年逓信省告示第2450号を廃止し、大阪大連有線連絡及び大阪奉天有線連絡による東亜電話通話を取扱う局となる[25]。
- 1943年（昭和18年）8月21日 - 普通郵便局となる[26]。
- 1949年（昭和24年）
  - 2月 - 電信電話課を設置する[27]。
  - 6月1日 - 氷見電報電話局を開設する[28]。
- 1950年（昭和25年）5月1日 - 保険分室を廃止[1]。
- 1954年（昭和29年）
  - 7月22日 - 旧計量法（昭和26年法律第207号）により当郵便局を計量器使用事業場に指定する[29]。
  - 11月21日 - 電話通話事務の取扱を開始[30]。
- 1955年（昭和30年）9月1日 - 宮田郵便局[31]から集配業務を移管[32]。
- 1956年（昭和31年）10月1日 - 和文電報受付事務の取扱を開始[33]。
- 1958年（昭和33年）10月10日 - 電信為替の業務の一部を氷見電報電話局に移管する[34]。
- 1966年（昭和41年）9月21日 - 新局舎建設に着工する[35]。
- 1967年（昭和42年）
  - 6月30日 - 新局舎が完成する[35]。
  - 7月17日 - 氷見市中町から、同市本川町に局舎を移転[36]。
- 1993年（平成5年）10月25日 - プラファ内出張所（自動預払機）を開設する[37]。
- 1997年（平成9年）6月23日 - 外国通貨の両替および旅行小切手の売買に関する業務取扱を開始[38]。
- 2000年（平成12年）10月21日 - マックスバリュ氷見店内出張所（自動預払機）を開設する[39]。
- 2004年（平成16年）4月1日 - 田子簡易郵便局の廃止に伴い、取扱事務を承継[40]。
- 2007年（平成19年）10月1日 - 民営化に伴い、併設された郵便事業氷見支店に一部業務を移管。
- 2012年（平成24年）10月1日 - 日本郵便株式会社発足に伴い、郵便事業氷見支店を氷見郵便局に統合。
- 2015年（平成27年）3月9日 - 八代郵便局、宇波郵便局からそれぞれ「935-03xx」「935-04xx」区域の集配業務を移管。
- 2020年（令和2年）3月10日 - 風景印に氷見市出身の漫画家・藤子不二雄Ⓐがデザインしたマスコット「ひみぼうずくん」を採用[41]。

## 取扱内容
- 郵便、印紙、ゆうパック、内容証明
- 貯金、為替、振替、振込、国際送金、外貨両替、国債、投資信託
- 生命保険、バイク自賠責保険、自動車保険、がん保険、引受条件緩和型医療保険
- ゆうちょ銀行ATM
- 氷見市内の一部地域の集配業務
- ゆうゆう窓口

## 周辺
- 氷見市役所
- 道の駅氷見
- 朝日山公園
- 氷見漁港
- 国道415号
- 上庄川

## アクセス
- JR氷見線 氷見駅から北へ約1.1km（徒歩約13分）
- 加越能バス 氷見市役所前停留所下車
- 能越自動車道 氷見ICから東へ約3km
- 富山県道312号鞍川中町線沿い
- 駐車場あり：12台